# Liste der Biografien/Pib
Liste der Biografien |
Portal Biografien |
Personensuche
# |
A |
B |
C |
D |
E |
F |
G |
H |
I |
J |
K |
L |
M |
N |
O |
P |
Q |
R |
S |
T |
U |
V |
W |
X |
Y |
Z |
?
 
Pa |
Pc |
Pe |
Pf |
Ph |
Pi |
Pj |
Pk |
Pl |
Pm |
Pn |
Po |
Pr |
Ps |
Pt |
Pu |
Pv |
Pw |
Py
 
Pia |
Pib |
Pic |
Pid |
Pie |
Pif |
Pig |
Pih |
Pii |
Pij |
Pik |
Pil |
Pim |
Pin |
Pio |
Pip |
Piq |
Pir |
Pis |
Pit |
Piu |
Piv |
Piw |
Pix |
Piy |
Piz
Die Liste der Biografien führt alle Personen auf, die in der deutschsprachigen Wikipedia einen Artikel haben. Dieses ist eine Teilliste mit 6 Einträgen von Personen, deren Namen mit den Buchstaben „Pib“ beginnt.

## Pib

### Piba
- Pibarot, Pierre (1916–1981), französischer Fußballspieler und -trainer

### Pibe
- Pibernik, Luka (* 1993), slowenischer Radrennfahrer
- Pibernik, Richard (* 1972), deutscher Logistikwissenschaftler

### Pibo
- Pibo († 1107), Bischof von Toul

### Pibu
- Pibul Visitnondachai, Joseph (* 1946), thailändischer Geistlicher, emeritierter römisch-katholischer Bischof von Nakhon Sawan

### Pibw
- Pibworth, Charles James (1878–1958), britischer Bildhauer, Maler und Designer